# John C. Bagby

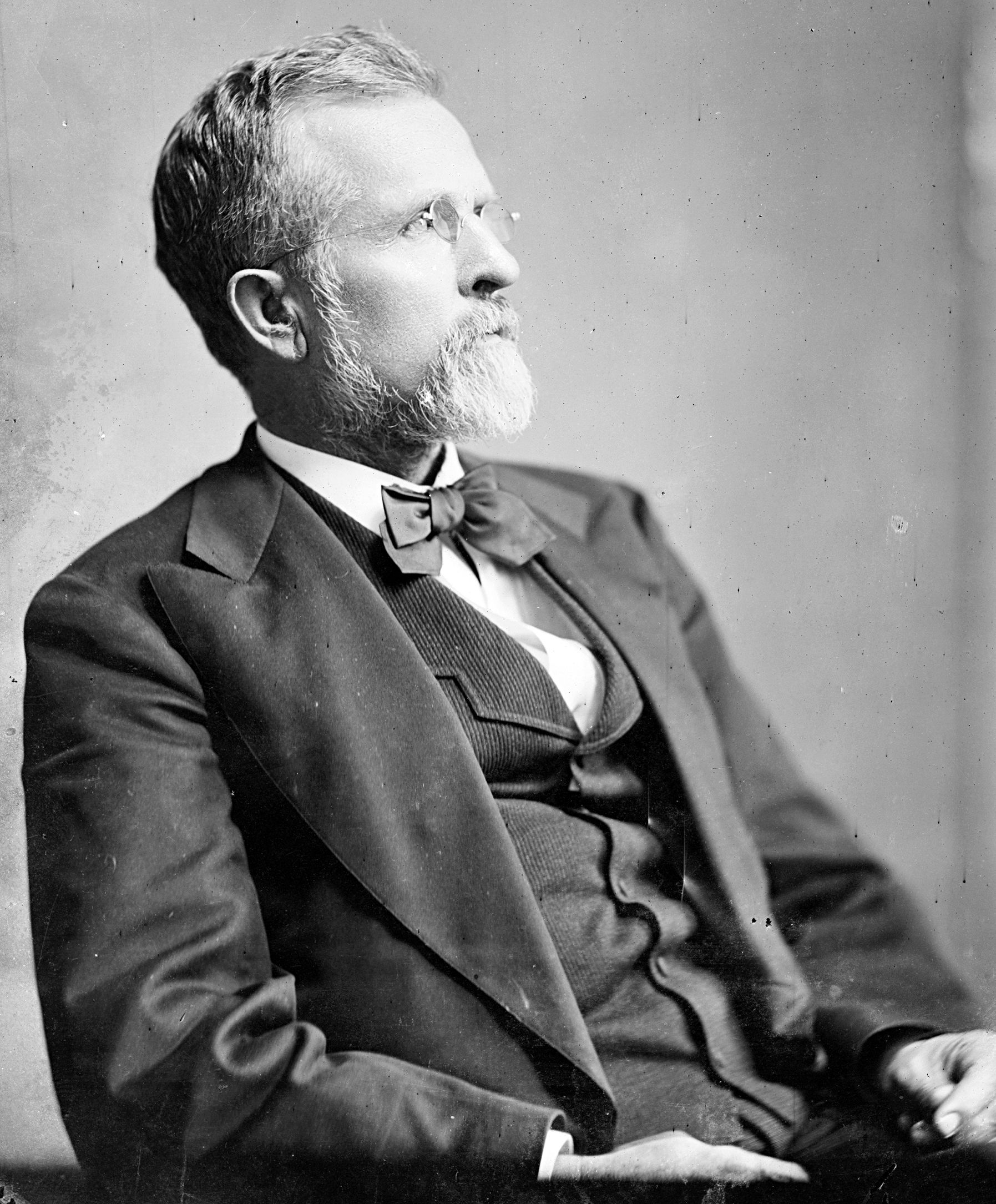
John C. Bagby

John Courts Bagby (* 24. Januar 1819 in Glasgow, Barren County, Kentucky; † 4. April 1896 in Rushville, Illinois) war ein US-amerikanischer Politiker. Zwischen 1875 und 1877 vertrat er den Bundesstaat Illinois im US-Repräsentantenhaus.

## Werdegang
John Bagby besuchte die öffentlichen Schulen seiner Heimat. Danach studierte er bis 1840 am Bacon College in Harrodsburg, wo er zum Bauingenieur ausgebildet wurde. Nach einem anschließenden Jurastudium und seiner 1845 erfolgten Zulassung als Rechtsanwalt begann er ab 1846 in Rushville in diesem Beruf zu arbeiten. Gleichzeitig schlug er als Mitglied der Demokratischen Partei eine politische Laufbahn ein.
Bei den Kongresswahlen des Jahres 1874 wurde Bagby im zehnten Wahlbezirk von Illinois in das US-Repräsentantenhaus in Washington, D.C. gewählt, wo er am 4. März 1875 die Nachfolge des Republikaners William H. Ray antrat. Da er im Jahr 1876 auf eine weitere Kandidatur verzichtete, konnte er bis zum 3. März 1877 nur eine Legislaturperiode im Kongress absolvieren.
Nach dem Ende seiner Zeit im US-Repräsentantenhaus praktizierte John Bagby wieder als Anwalt in Rushville. Zwischen 1882 und 1891 war er an verschiedenen Gerichten als Richter tätig. Danach arbeitete er wieder als Rechtsanwalt. Er starb am 4. April 1896 in Rushville, wo er auch beigesetzt wurde.